# 恩维莱尔 (萨韦尔讷区)
恩维莱尔（法語：Hengwiller，法語發音：[ɛŋvilɛʁ]）是法国下莱茵省的一个市镇，属于萨韦尔讷区。

## 地理
恩维莱尔（48°40'2"N, 7°20'0"E）面积2.15 平方千米，位于法国大東部大區下莱茵省，该省份为法国大陆部分最东部的省份，是阿尔萨斯的一部分，今与上莱茵省组成了阿尔萨斯欧洲集体，其南至上莱茵省，西南接孚日省和默尔特-摩泽尔省，西接摩泽尔省，北与德国接壤，东侧沿莱茵河与德国相望。
与恩维莱尔接壤的市镇（或旧市镇、城区）包括：迪姆斯塔勒、旺根堡-恩根塔勒、马尔穆捷、雷纳尔德斯曼斯泰、索姆罗。

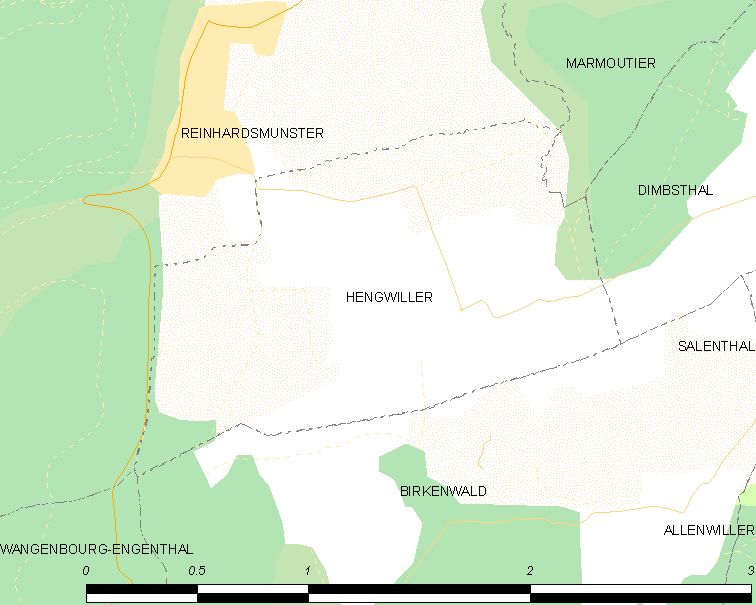
的OSM定位图

恩维莱尔的时区为UTC+01:00、UTC+02:00（夏令时）。

## 行政
恩维莱尔的邮政编码为67440，INSEE市镇编码为67190。

## 政治
恩维莱尔所属的省级选区为萨韦尔讷县。

## 人口

1962-2008年间人口变化图示

恩维莱尔于2022年1月1日时的人口数量为196人。